# Estadio Ion Oblemenco
El Stadionul Ion Oblemenco es un estadio de fútbol de la ciudad de Craiova, Rumania. Fue inaugurado en 1967 y reinaugurado en 2017 después de que en 2015 el estadio fuese demolido para ser reconstruido en su totalidad. El estadio cuenta con un aforo para 30 983 espectadores. El Universitatea Craiova disputa regularmente sus partidos como local en este estadio, cuyo nombre se debe al exjugador y entrenador del club Ion Oblemenco, fallecido en 1996.

## Historia
El estadio fue inaugurado el 29 de octubre de 1967 y fue llamado Estadio Central. En el estadio se han disputado varios partidos notables, especialmente en la época dorada del club a comienzos de los años 1980, como el encuentro de la temporada 1981–82 de la Copa de Europa ante el Bayern Múnich o el partido de Copa de la UEFA 1982-83 ante el SL Benfica.

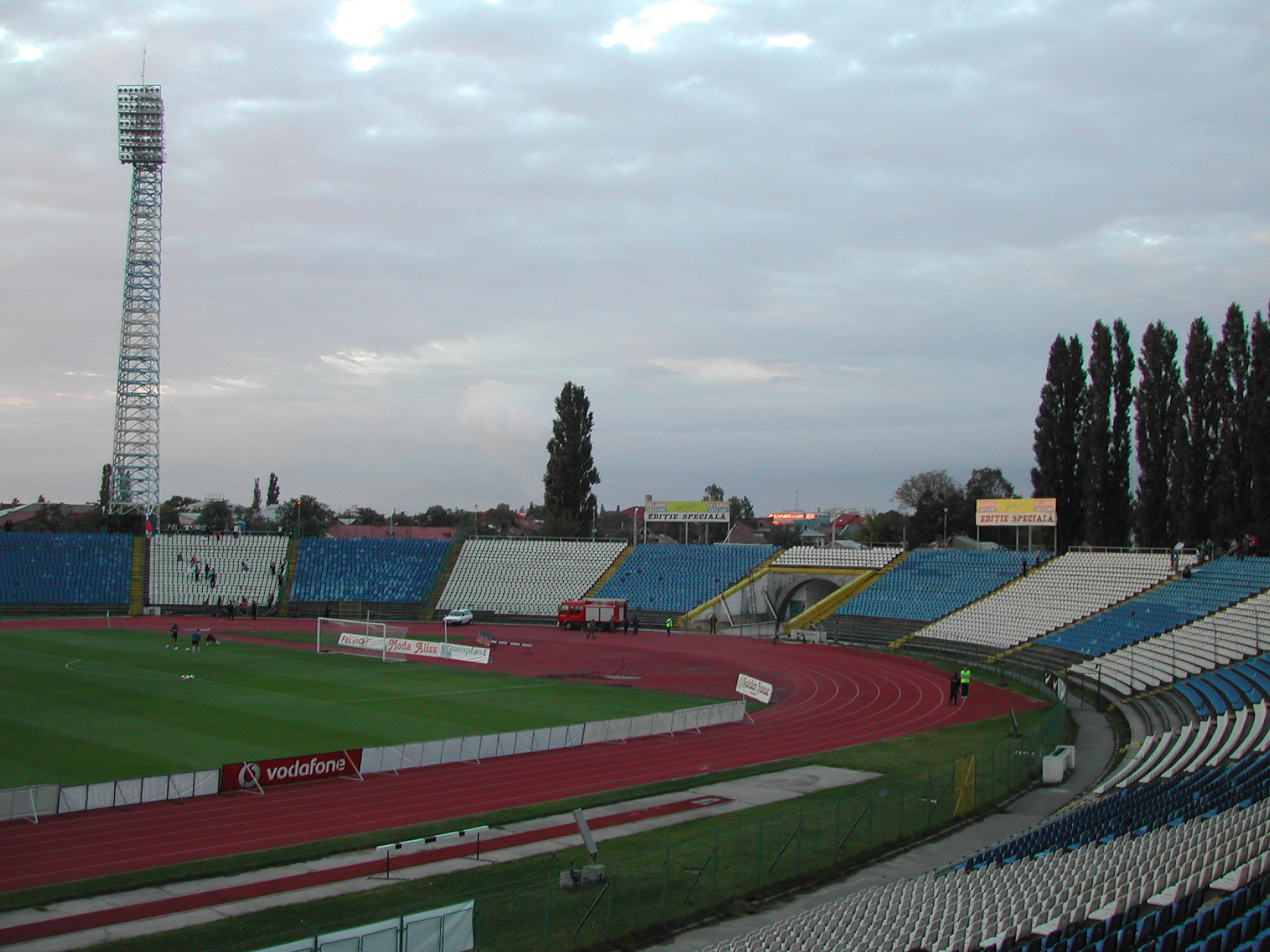
El estadio original (1967-2015).

Tras la muerte de la leyenda del Universitatea Craiova Ion Oblemenco mientras se encontraba entrenando en Marruecos al Hassania Agadir en 1996, el estadio fue renombrado en su honor.
En 2008, el estadio fue remodelado, pero en diciembre de 2014 fue cerrado para ser demolido en julio de 2015 y dar paso a la construcción de un nuevo estadio, en su mayor parte de financiación estatal. 

### Nuevo Estadio
El complejo deportivo incluye todos los requisitos de la UEFA para albergar partidos internacionales y se espera que la selección de Rumania haga del estadio una de sus sedes. Entre las comodidades hay palcos vip, restaurantes y un hotel.
El partido inaugural se celebró el 10 de noviembre de 2017, con un amistoso entre Universitatea Craiova y Slavia Praga frente a 30 000 espectadores, y el partido terminó 0-4 para el Slavia. El primer partido oficial tuvo lugar el 18 de noviembre de 2017, cuando Universitatea Craiova se enfrentó a Juventus Bucureşti en la Liga I y asistieron 17 854 aficionados.

### Partidos internacionales

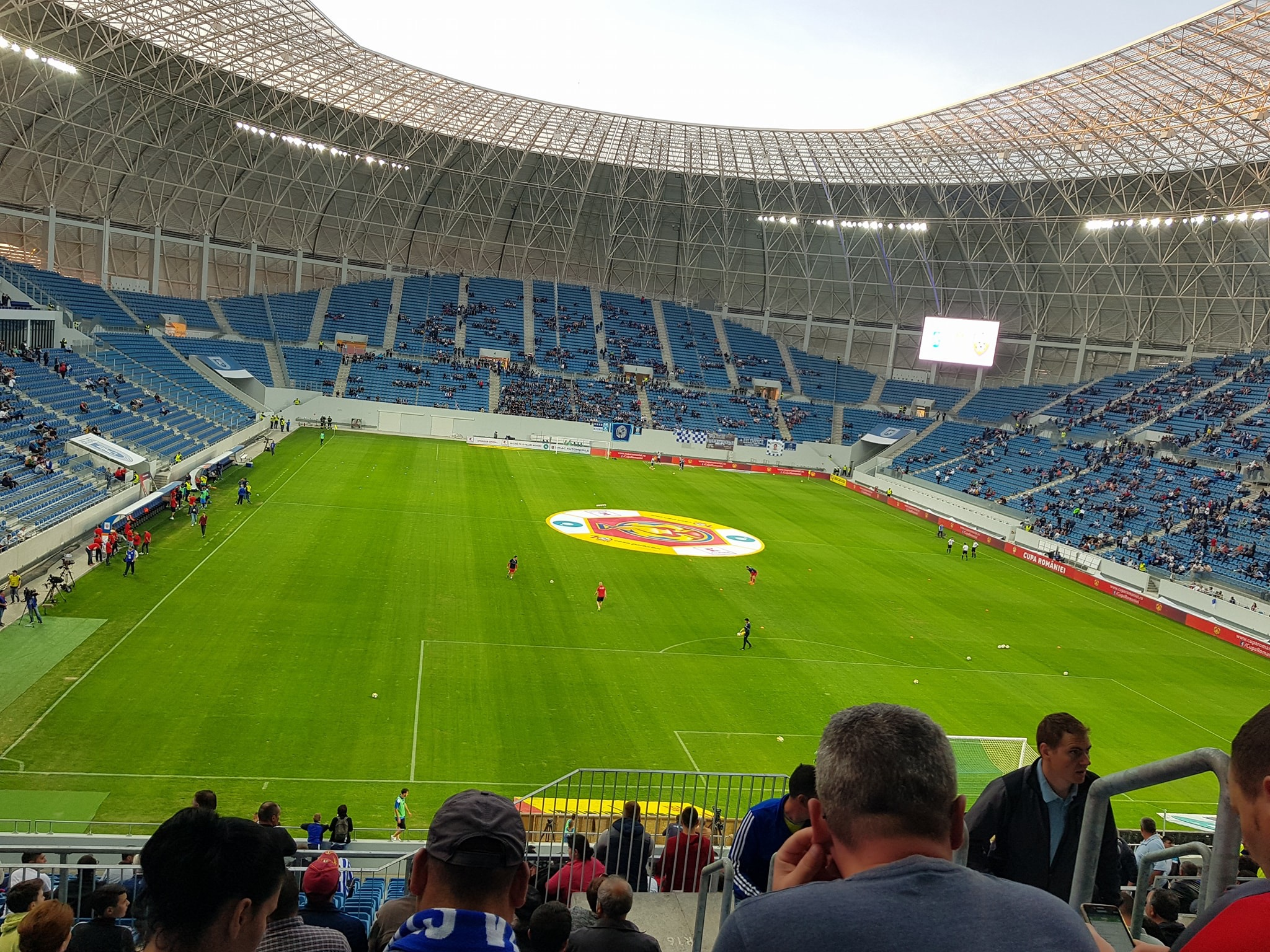
Interior del estadio durante un partido de liga.

La selección de fútbol de Rumania ha disputado en el estadio los siguientes partidos:
| #  | Fecha                   | Resultado | Rival                | Competición                                  |
| -- | ----------------------- | --------- | -------------------- | -------------------------------------------- |
| 1. | 7 de junio de 2003      | 2–0       | Bosnia y Herzegovina | Clasificación UEFA Euro 2004                 |
| 2. | 4 de septiembre de 2004 | 2–1       | Macedonia            | Clasificación Copa Mundial de Fútbol de 2006 |